# Reserva natural de Bloemhof Dam

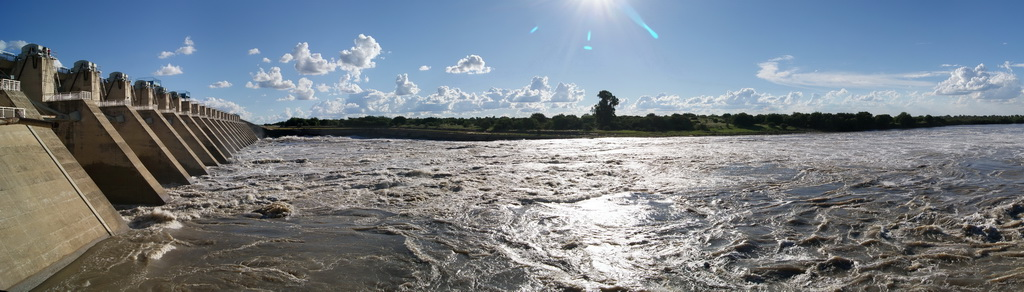
Vista de Bloemhof Dam desde North West

La Reserva Natural de Bloemhof Dam,  se encuentra en la frontera de North West y Free State (Sudáfrica), provincias que rodean la presa Bloemhof Dam que forma un embalse del río Vaal. Tiene un área de 25,000 hectáreas con terreno en su mayoría plano, con temperaturas que varían de 0° a 32 °C durante todo el año.
Bloemhof Dam es reconocido por la pesca con caña en todo el país. Asimismo, los habitantes usan la presa para practicar diferentes deportes acuáticos y usar botes de motor.

## Fauna

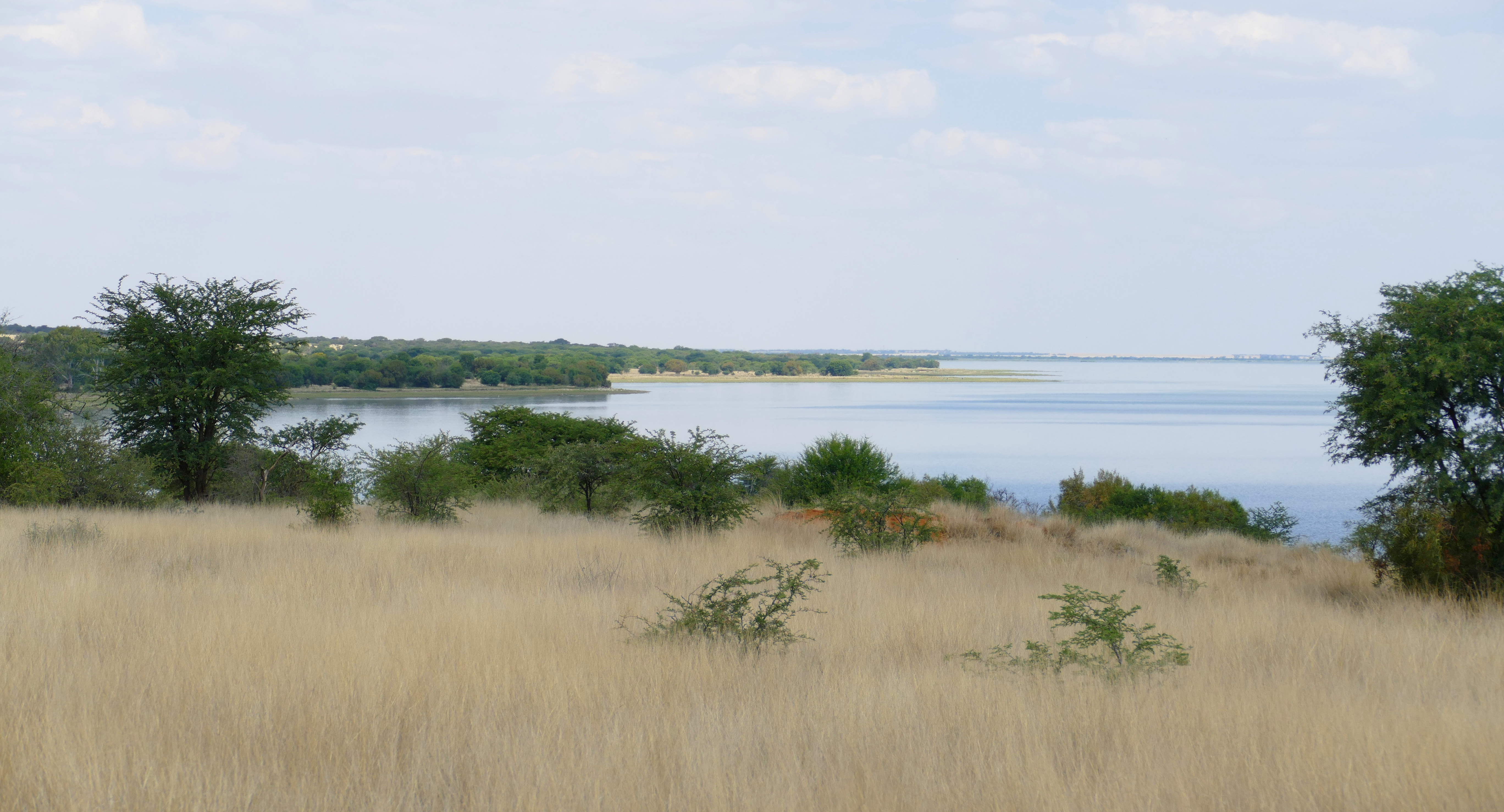
Reserva natural de Bloemhof Dam

La reserva es hogar de 5000 especies de aves acuáticas (se han registrado hasta 10,000 especies). Cuando el nivel del agua baja hay vegetación acuática que está expuesta, lo que lo hace ideal para muchas especies de aves acuáticas. En ocasiones, se encuentran varias garzas mixtas alrededor de la presa, con más de mil parejas reproductoras.
Algunas especies que alberga la presa son: sterna caspia, podiceps cristatus, cormorán pecho blanco, phalacrocorax lucidus, dardo africano, anhinga rufa, ardea goliath, bubulcus ibis, mycteria ibis, tadorna cana, pato pico amarillo, pato picudo y algunas parejas de aguilucho lagunero africano.
La maleza que hay en la presa y sus alrededores es hogar de diferentes especies como: el buitre de espalda blanca, la avutarda, buitre del cabo, el batis pririt, el reyezuelo barrado, el papamoscas marico, el laniarius, pinzón de plumas escamosas, pico de cera de orejas violetas, pico de cera de cara negra y regia de cola de flecha.

### Mamíferos de la reserva
La reserva de Bloemhof Dam no solo cuenta con especies de aves acuáticas, también se observan distintas especies de mamíferos tales como: ñu negro, chacal de lomo negro, cebra de Burchell, liebre del Cabo, ardilla terrestre, liebre de matorral, erizo sudafricano, gacela, turón rayado, rinoceronte blanco y la mangosta amarilla.

### Especies amenazadas

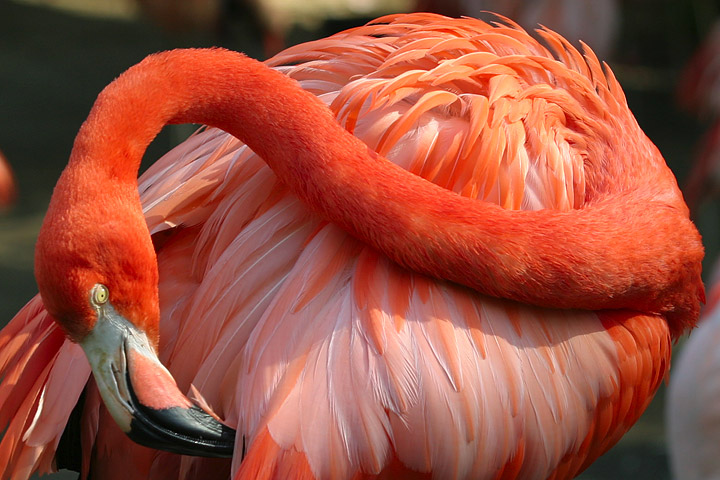
Flamenco mayor

Algunas especies amenazadas que alberga la reserva son el flamenco menor (2100 individuos) y la avutarda kori, el pelícano de espalda rosada, el charrán del Caspio y el flamenco mayor (900 individuos). Otras especies de aves acuáticas son zampullín crestado, zampullín pequeño, espátula africana, cuchara del cabo, avoceta común, garza goliat, garceta ganadera occidental, ganso egipcio y focha común.

## Amenazas
Algunas especies de plantas han invadido la reserva como la opuntia que se ha ido controlando con herbicidas y los prosopis. Así como distintos insectos han causado problemas como la polilla de nopal (cactoblastis cactorum) y los insectos polinilla.
El agua de la presa fluye a través de la zona industrial de Sasol- Vereening, por lo que puede estar contaminada. A veces, las cianobacterias florecen en la presa
La pesca con caña cuenta con zonas designadas, pero el hilo de pescar desechado representa cierta amenaza para las aves.